# Borgo Cascine
Borgo Cascine o Cascine (Casèini in piemontese) è una frazione del comune di Vinchio, in provincia di Asti. Borgo Cascine è la seconda frazione del comune per numero di abitanti, dopo Noche. Si trova principalmente sulla strada che porta a Cortiglione e per una parte su Via Belveglio, dove si trovano la frazione Montecroce e la Località Boglietto.
Nella borgata si trova la Chiesa di Santa Petronilla. Fanno parte della borgata le vie: Via Cortiglione, Via Minella, Via Vignassa, Strada Serralunga, Strada Serracorta.